# 释宽运

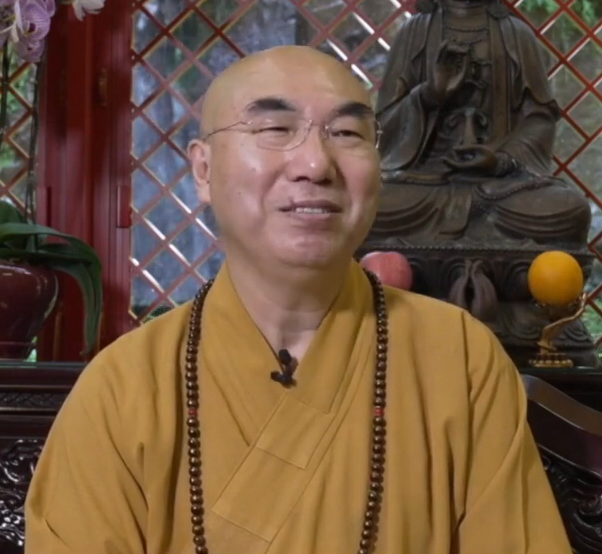
釋寬運

釋寬運，BBS，MH（1964年—，原名劉振奎），蒙古族，遼寧省喀喇沁左翼蒙古族自治县人，香港西方寺方丈。第十二屆至十四屆港區全國政協委員。現任香港佛教聯合會會長。

## 簡歷
释宽运原籍为遼寧省喀喇沁左翼蒙古族自治县。毕业于喀喇沁左翼蒙古族自治县蒙古族高级中学卓南分校。后来，1983年19岁时赴香港，随天台宗第四十五代傳人释永惺修习佛法，1986年剃度出家。他先後畢業於香港能仁書院本科及碩士班，博士研究。他一直追随释永惺学习并协助建设西方寺。1993年，出任香港西方寺监院。2007年，接替释永惺成为香港西方寺第二任方丈。
他还担任中華海外聯誼會理事，中華慈善總會常務理事，中國人民政治協商會議遼寧省委員會委員，遼寧大學「永惺佛學研究中心」榮譽教授，遼寧省朝陽市佑順寺復修委員會副主任委員，遼寧省喀喇沁左翼蒙古族自治县寬運法師高級中學名譽校長，遼寧省朝陽市佑順寺住持、澳大利亚菩提寺住持，香港菩提學會副會長，香港佛教聯合會董事、執行副會長，東林念佛堂住持，佛教東林安老院院長、佛教菩提護理安老院管委會副主席，《世界佛教論壇》社長，《菩提月刊》主編等职务。
他曾捐贈过多座中学、小學及希望學校。并且积极救助中国大陆的艾滋病患者，向灾区群众提供捐助。2007年1月，獲中華慈善總會頒「中華慈善事業突出貢獻獎」，並授予「中華慈善人物」稱號。同年5月，獲中國國際經濟發展中心授予「中國改革創新風雲人物」。2009年11月，獲頒民政事務局社區建設傑出人士嘉許狀。同年12月，獲國務院發展研究中心縣域經濟專家委員會頒「影響中國經濟發展行情十大風雲人物」。
2018年2月，香港佛教聯合會選出第64屆董事會會長，僅擔任會長3年的釋智慧以「年事已高」為由放棄連任，轉任榮譽會長，並由執行副會長釋寬運出任會長一職。

## 著作
著有《大悲觀世音菩薩》、《佛教改變命運法》、《因緣集世間》、《何去何從》、《蓮宗歷代祖師傳略》、《西方寺七寶鑲嵌藝術》、《三皈五戒》等書，並主編《永惺法師文薈》、《永惺上人開示錄》、《菩提文集》、《菩提隨筆》、《佛學問答》、《永惺老和尚法語集》等書。

## 榮譽
- 2019年獲榮譽勳章
- 2025年獲銅紫荊星章